# یوتا تاکی
یوتا تاکی (انگلیسی: Yuta Taki؛ زادهٔ ۲۹ اوت ۱۹۹۹) بازیکن فوتبال اهل ژاپن است.
از باشگاه‌هایی که در آن بازی کرده‌است می‌توان به باشگاه فوتبال شیمیزو اس-پالس اشاره کرد.